# 青年自学丛书
《青年自学丛书》是文化大革命后期上海人民出版社出版的一套供知识青年自学的丛书，1973年开始出版，受到知青普遍欢迎。出版这套丛书本来是为了让知青安心扎根农村，后来则成了知青参加高考的辅导教材。
据不完全统计，截至1975年6月，丛书系列共印制24种图书、3800多万册，印数最高的前三位依次是 《党的基础知识》，《政治经济学基础知识》 ( 含上下册），《鲁迅小说诗歌散文选》。